# Alter Wasserturm Mariupol

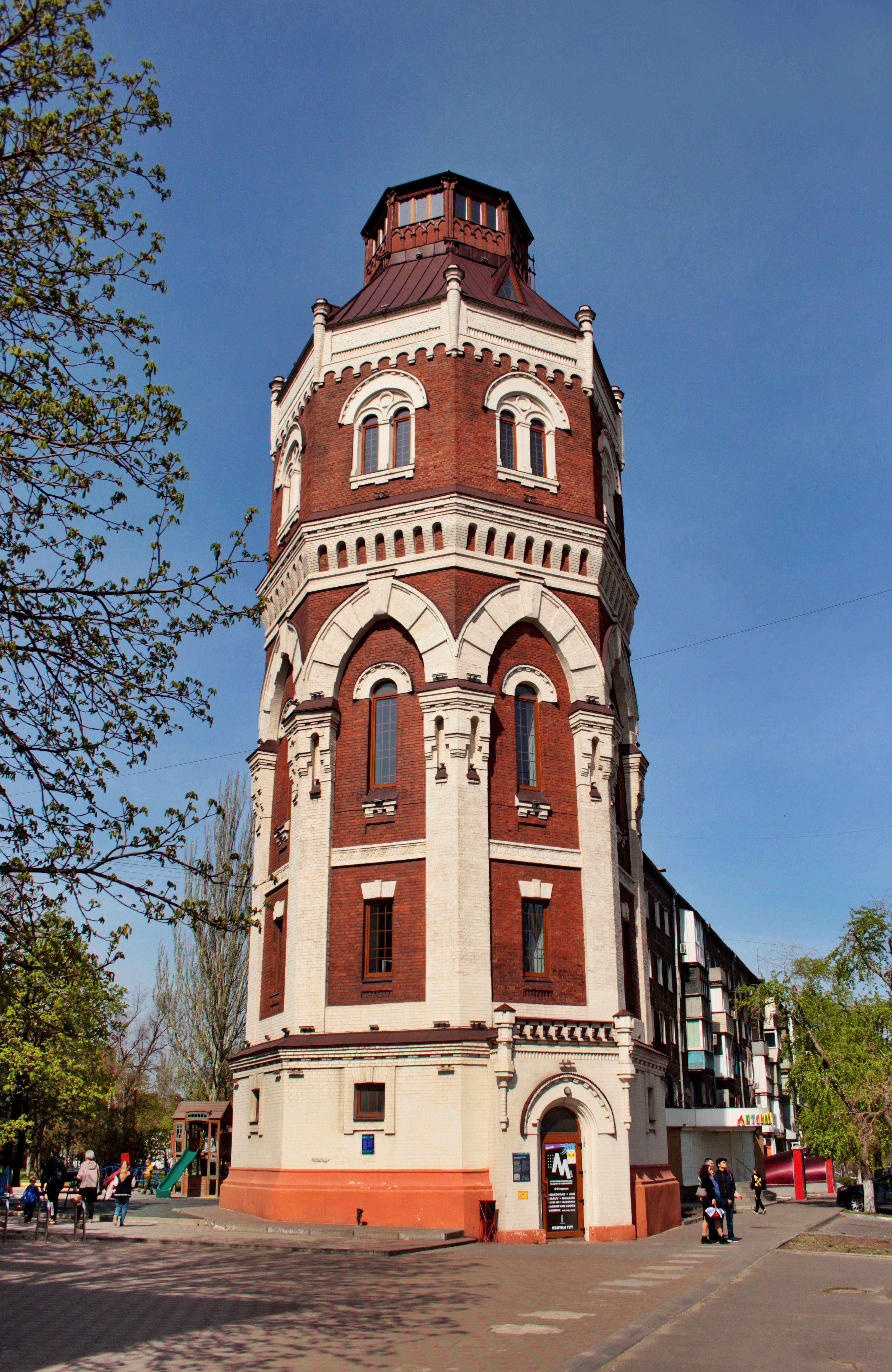
Wasserturm Mariupol

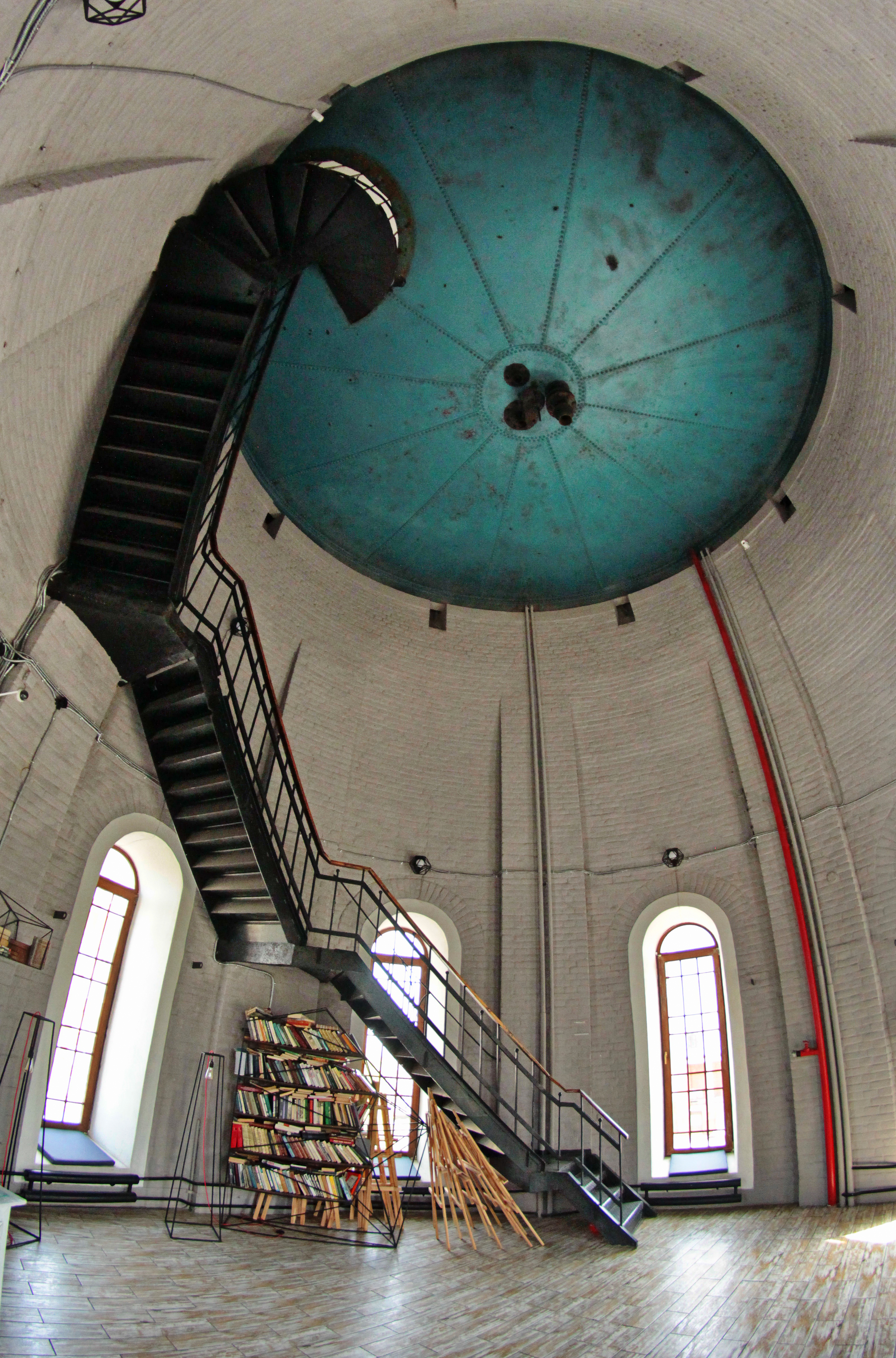
Innenansicht

Der Alte Wasserturm (ukrainisch Стара вежа Stara Wescha; russisch Старая башня Staraja baschnja) ist ein historischer Hochbehälter in Mariupol, der heute eines der wenigen erhaltenen Wahrzeichen der Stadt darstellt.

## Geschichte
Mariupol wurde mehrfach schwer zerstört: Durch Neubauprojekte nach dem Sieg Russlands gegen die Ukraine im Russischen Bürgerkrieg, für die viele Bauwerke abgerissen wurden, sowie durch Kriegshandlungen im Zweiten Weltkrieg und während der Belagerung von Mariupol im Frühjahr 2022. Da nur wenige Bauwerke diese schweren Eingriffe überstanden, haben sie sich zu besonderen Wahrzeichen entwickelt, unter denen der Alte Wasserturm das bedeutsamste ist.
In den Jahren 1909 und 1910 wurde die Wasserleitung für Mariupol erbaut. Bis dahin wurde das Wasser von Wasserträgern in die Häuser gebracht, wofür noch 1907 eine eigene Regelung erlassen worden war. Erst im Jahr 1908 genehmigte der russische Ministerpräsident Pjotr Arkadjewitsch Stolypin die Baupläne. Im Dezember 1909 begann der Bau des Wasserturms, der im Juli 1910 abgeschlossen wurde. Architekt war wie bei so vielen Gebäuden der Stadtbaumeister Wiktor Nilsen. Er hatte bereits Ende des 19. Jahrhunderts einen Wasserturm für Rybinsk entworfen und setzte diesen Entwurf nun in Mariupol erneut um, wobei er nur Details abänderte.
Der Turm galt bei seiner Erbauung als ein „Objekt lebenswichtiger Notwendigkeit“ (russisch объект жизненной необходимости objekt schisnennoi neobchodimosti), da er die Wasserversorgung entscheidend verbesserte. Da parallel dazu die Straßenbahn gebaut wurde, musste die Eröffnung der 21 Kilometer langen städtischen Wasserleitung, die ebenfalls nach Plänen Nilsens entstand, bis zum März 1911 verschoben werden. Der Turm versorgte danach zwei Drittel der Einwohner Mariupols mit Wasser. Er wurde 1932 stillgelegt, denn an der Mündung des Kalmius in das Asowsche Meer hatte man ein neues Wasserversorgungssystem für die schnell wachsende Stadt erbaut.
Der Wasserturm wurde nun ausschließlich als Feuerwehrturm genutzt, da er einer der höchsten Punkte der Stadt war. Die Funktion als Aussichtsplattform der Feuerwehr hatte er bereits zuvor inne. Nach wenigen Jahren endete dies mit dem Umzug der Feuerwehr in neue Räumlichkeiten, woraufhin der Turm längere Zeit leer stand. Im Jahr 1983 wurde er unter Denkmalschutz („Baudenkmal von lokaler Bedeutung“) gestellt. Sechs Jahre lang wurde daraufhin die Sanierung vorbereitet, bis sie umgesetzt werden konnte.
Im Jahr 1996 zog eine Privatbank im Wasserturm ein und 20 Jahre später wurde der Turm erneut durch die Stadt aufgewertet und als einer der „spektakulären Bauten der Stadt“ gelistet. Im Jahr 2012 verließ die Bank das Bauwerk. 2016 wurde die Straße am Wasserturm in Architekt-Nilsen-Straße umbenannt (ukrainisch Архітектора Нільсена вулиця Architektora Nilsena wulyzja) und der Turm zum Ausgangspunkt für Führungen zum architektonischen Erbe Nilsens bestimmt. Entlang dieser Route wurden kleine Wiktor-Nilsen-Figuren aufgestellt, darunter eine beim Wasserturm selbst. Im Turm konnten Souvenirs mit dem Bild Nilsens erworben werden. Zudem wurde im Turm ein Schreibtisch aufgestellt, an dem man sich mit einer für den Architekten typischen Mütze fotografieren lassen konnte. Die Bedeutung des Turms nicht nur für Nilsens Schaffen, sondern auch für die Stadt wird auch daraus ersichtlich, dass ein Modell des Turms als Preis in verschiedenen Wettbewerben der Stadt – etwa „Mariupoler des Jahres“ – überreicht wurde. Zeitweise wurde auch ein Likör in Flaschen verkauft, die in Turmform gestaltet waren.
Erneut wurde der ehemalige Wasserturm umgebaut und im Jahr 2018 als Kultur- und Tourismuszentrum „Turm“ (ukrainisch Культурно-туристический центр «Вежа» Kulturno-turystytscheski zentr «Wescha») neu eröffnet, in dem auch Veranstaltungen stattfinden. Durch seine Aussichtsplattform wurde er schnell zu einer der meistbesuchten Sehenswürdigkeiten, da die Plattform den Blick auf das Dramatheater, den Bau der Mariä-Schutz-und-Fürbitte-Kirche und die Turmbauten am Theaterplatz, aber auch den Blick in die Ferne ermöglichte.

## Baubeschreibung
Es entstand ein 33 Meter hoher, achteckiger Turm mit vier Geschossen und einer Aussichtsplattform in der Turmhaube. Trotz eines starken Einflusses der Neugotik muss der Turm eher dem Eklektizismus zugerechnet werden, da sich auch verschiedene neuromanische und barocke Elemente finden lassen. Der rote Backsteinturm wird stark durch seine weiß gehaltenen Detailelemente geprägt. Diese sorgen sowohl für die horizontale (Fries, Gesims, Erdgeschoss) als auch für die vertikale Gliederung (Fialen, heraustretende Lanzettbögen).
Das Innere wurde mit der Renovierung von 2018 nach einem Konzept gestaltet: im Erdgeschoss findet sich die Touristeninformation mit Souvenirladen, Buchhandlung und Ticketschalter, das Geschoss darüber beherbergt einen Coworking Space, das dritte Geschoss eine Bookcrossing-Bibliothek. Zudem gibt es dort eine Ausstellung und den Schreibtisch Nilsens. Das vierte Geschoss wird für Veranstaltungen genutzt, das fünfte ist aufgrund der Wendeltreppe beliebtes Fotomotiv und das sechste, das nach 157 Stufen erreicht wird, ist die Aussichtsplattform selbst.

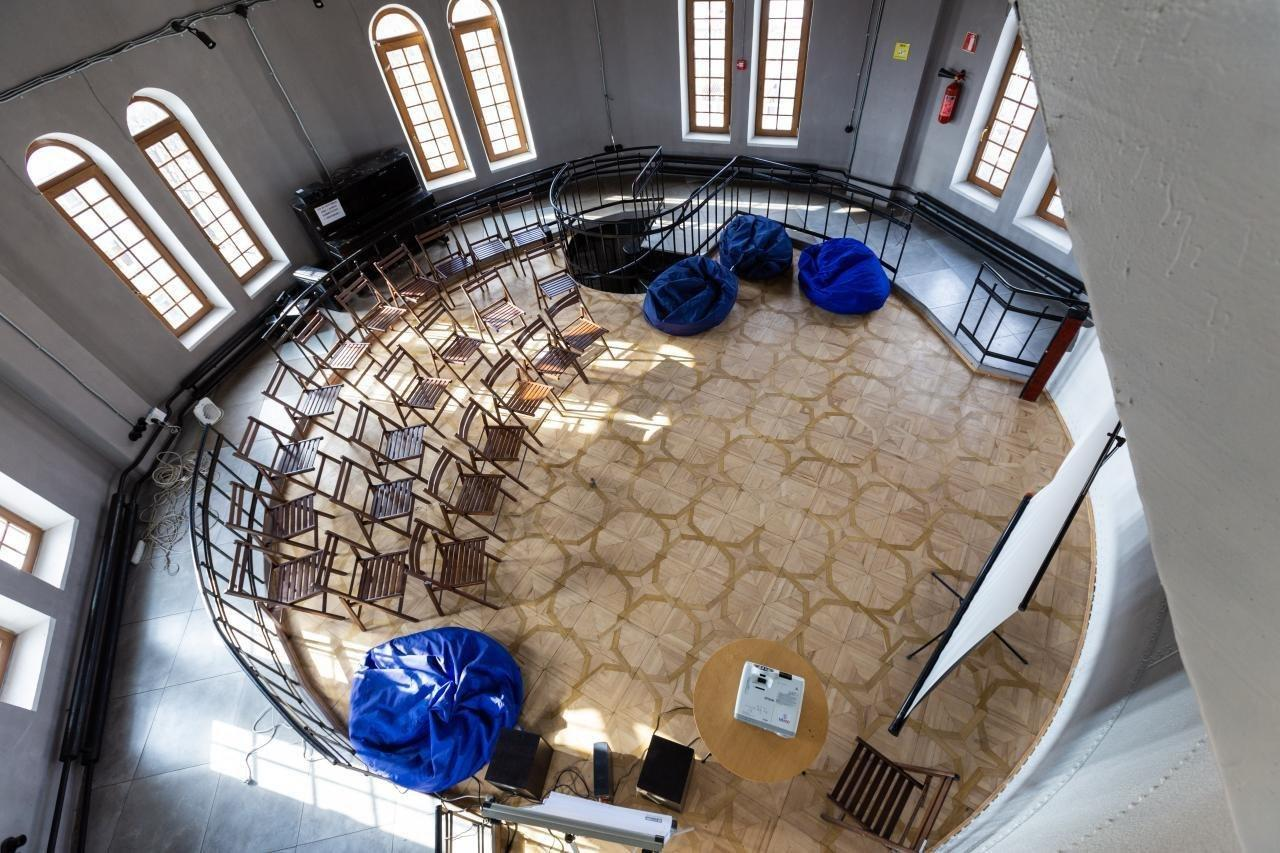
Blick in den Wasserturm
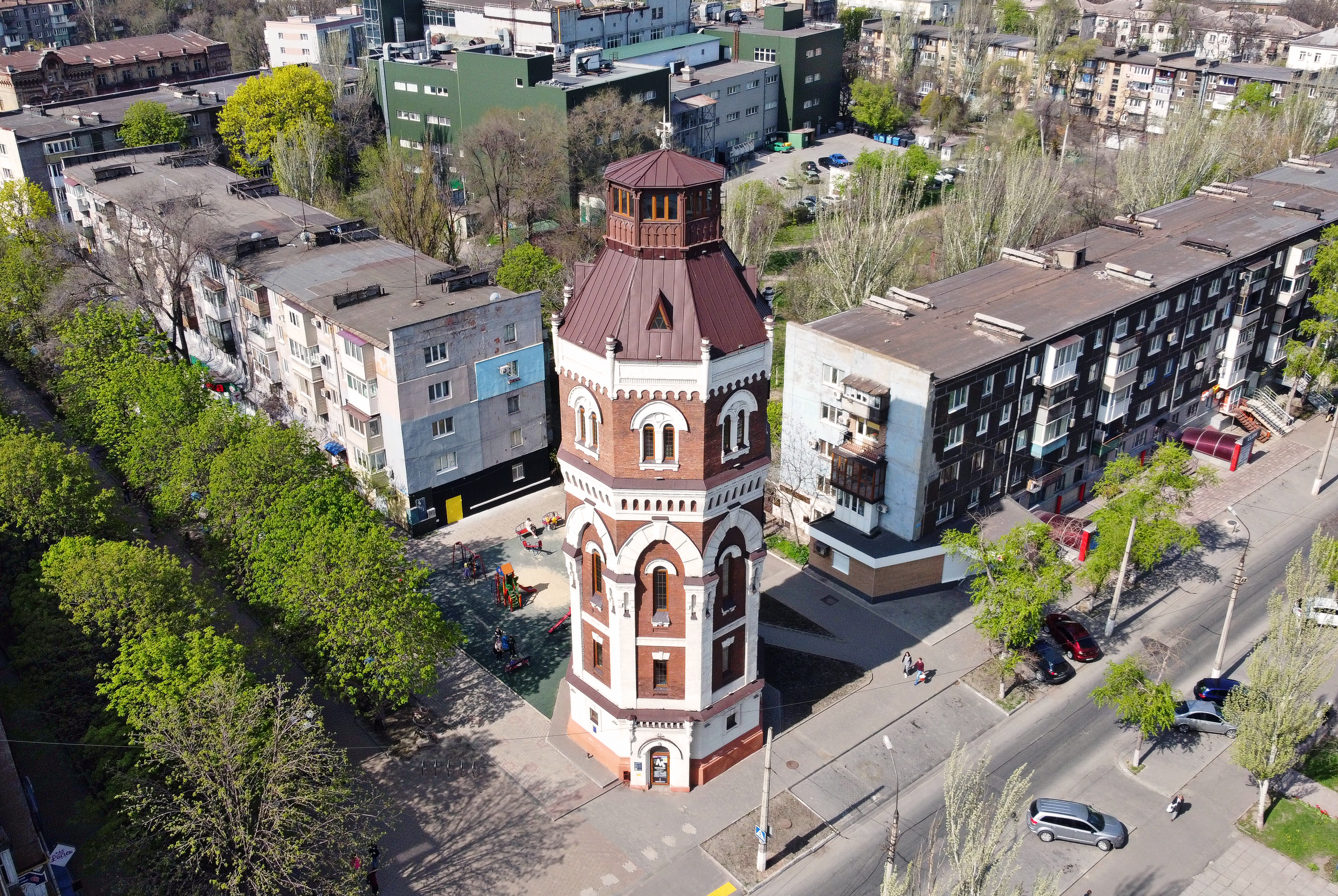
Luftaufnahme Wasserturm
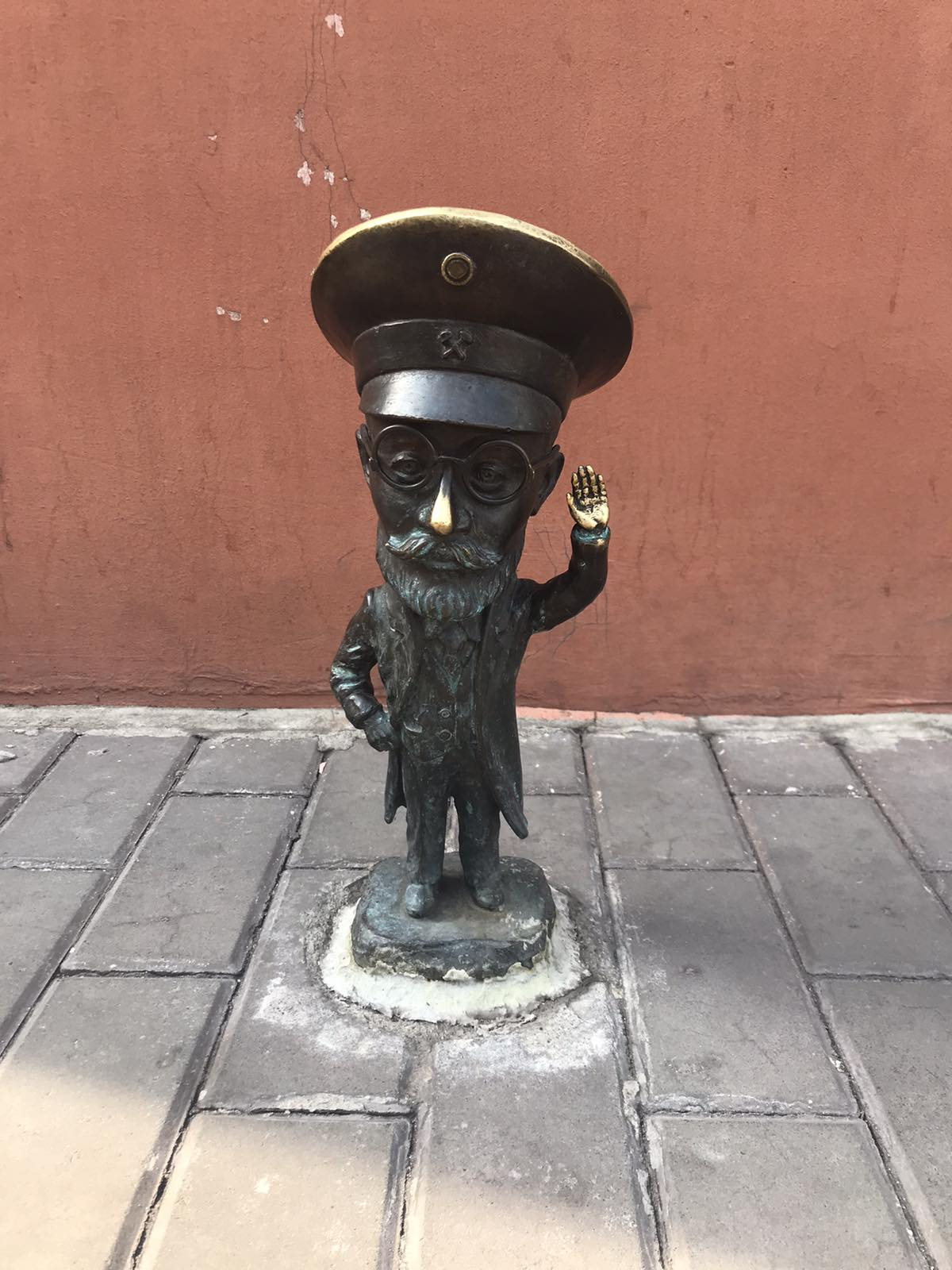
Wiktor-Nilsen-Figur neben dem Wasserturm
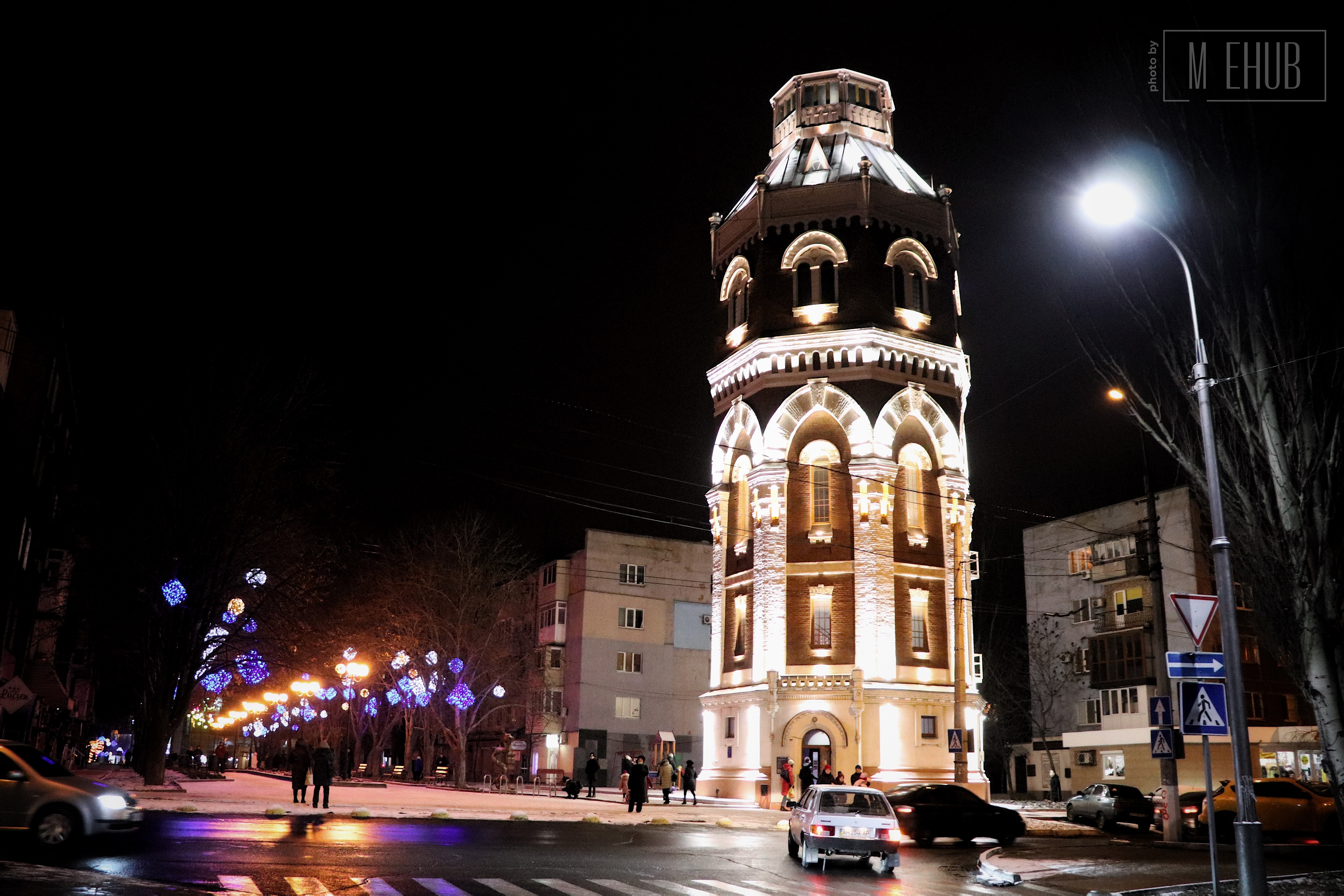
Nächtliche Beleuchtung
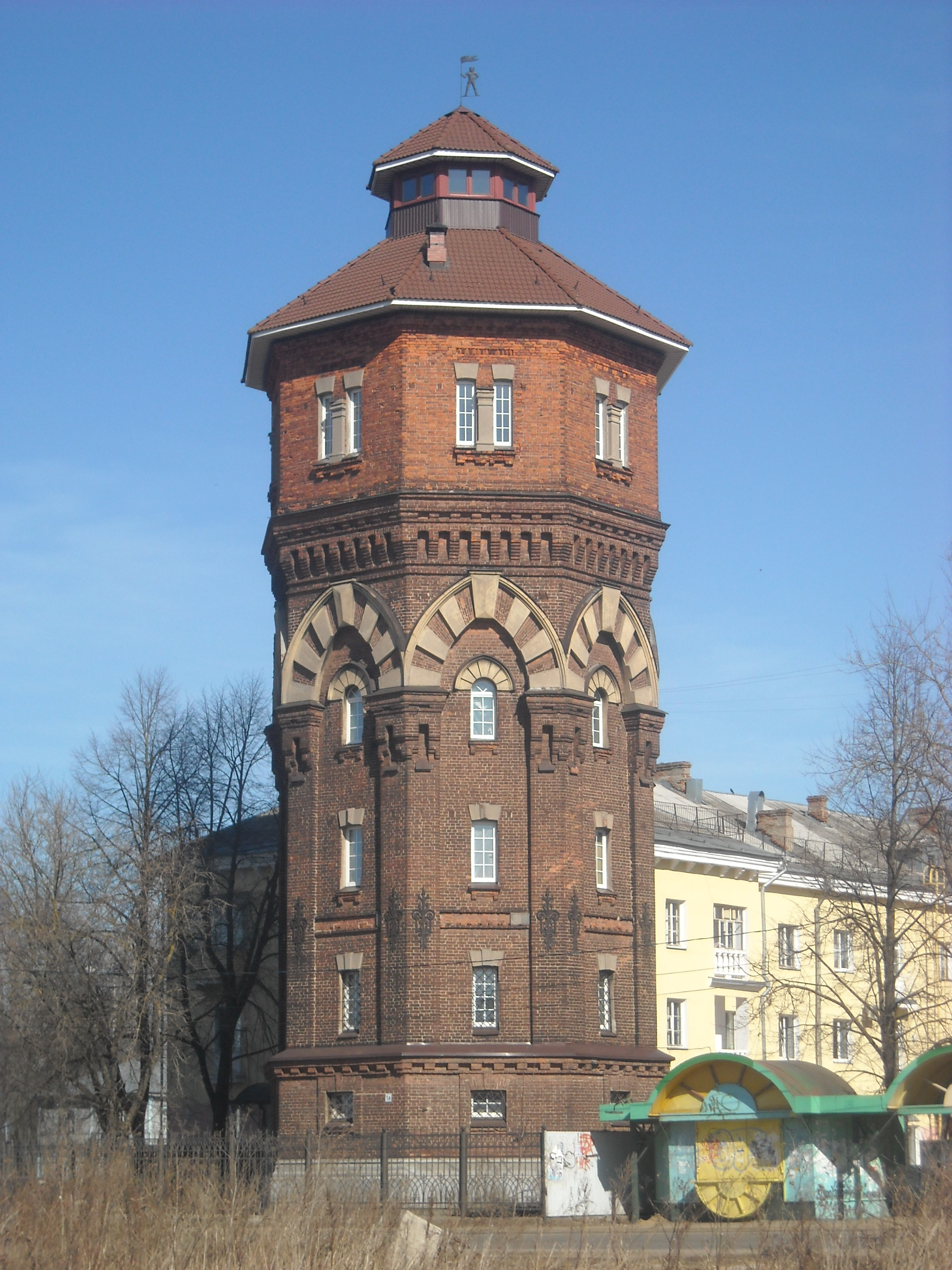
Baugleicher Wasserturm von Rybinsk